# Liste der Bodendenkmäler in Wechingen
Auf dieser Seite sind die Bodendenkmäler in der schwäbischen Gemeinde Wechingen zusammengestellt. Diese Tabelle ist eine Teilliste der Liste der Bodendenkmäler in Bayern. Grundlage ist die Bayerische Denkmalliste, die auf Basis des Bayerischen Denkmalschutzgesetzes vom 1. Oktober 1973 erstmals erstellt wurde und seither durch das Bayerische Landesamt für Denkmalpflege geführt wird. Die folgenden Angaben ersetzen nicht die rechtsverbindliche Auskunft der Denkmalschutzbehörde.

## Bodendenkmäler der Gemeinde Wechingen

### Bogenhausen
| Lage                                      | Objekt | Akten-Nr.     | Bild |
| ----------------------------------------- | --- | ------------- | ---- |
| Bogenhausen Cuvilliesstraße 20 (Standort) | Villa, zweigeschossiger stuckgegliederter Mansardwalmdachbau in neuklassizistischen Formen mit Erkern, Balkons, Treppenhausturm und Freitreppe, um 1910; Einfriedung, steinerner Peilerzaun mit Baluster- und Holzgitter, um 1910. | D-7-7129-0147 |      |

### Deiningen
| Lage                 | Objekt                                     | Akten-Nr.     | Bild |
| -------------------- | ------------------------------------------ | ------------- | ---- |
| Deiningen (Standort) | Grabhügel vorgeschichtlicher Zeitstellung. | D-7-7129-0069 |      |

### Fessenheim
| Lage                  | Objekt | Akten-Nr.     | Bild |
| --------------------- | --- | ------------- | ---- |
| Fessenheim (Standort) | Siedlung des Neolithikums, der Bronzezeit, der Urnenfelderzeit, der Hallstattzeit, der Latènezeit und der römischen Kaiserzeit.                        | D-7-7129-0151 |      |
| Fessenheim (Standort) | Straße der römischen Kaiserzeit. | D-7-7129-0154 |      |
| Fessenheim (Standort) | Siedlung des Neolithikums, der Urnenfelderzeit, der Hallstattzeit, der Latènezeit und der römischen Kaiserzeit.                                        | D-7-7129-0155 |      |
| Fessenheim (Standort) | Siedlung vorgeschichtlicher Zeitstellung. | D-7-7129-0156 |      |
| Fessenheim (Standort) | Körpergräber des frühen Mittelalters. | D-7-7129-0157 |      |
| Fessenheim (Standort) | Grabhügel vorgeschichtlicher Zeitstellung. | D-7-7129-0158 |      |
| Fessenheim (Standort) | Siedlung der Latènezeit. | D-7-7129-0161 |      |
| Fessenheim (Standort) | Grabhügel vorgeschichtlicher Zeitstellung. | D-7-7129-0162 |      |
| Fessenheim (Standort) | Grabhügel vorgeschichtlicher Zeitstellung. | D-7-7129-0163 |      |
| Fessenheim (Standort) | Siedlung vor- und frühgeschichtlicher Zeitstellung. | D-7-7129-0508 |      |
| Fessenheim (Standort) | Siedlung des Neolithikums und der Urnenfelderzeit. | D-7-7129-0571 |      |
| Fessenheim (Standort) | Siedlung der Urnenfelderzeit. | D-7-7129-0573 |      |
| Fessenheim (Standort) | Siedlung vorgeschichtlicher Zeitstellung. | D-7-7129-0574 |      |
| Fessenheim (Standort) | Siedlung der vorgeschichtlichen Metallzeiten. | D-7-7129-0575 |      |
| Fessenheim (Standort) | Grabhügel vorgeschichtlicher Zeitstellung. | D-7-7129-0663 |      |
| Fessenheim (Standort) | Mittelalterliche und frühneuzeitliche Befunde im Bereich der Evangelisch-Lutherischen Pfarrkirche St. Stephan in Fessenheim und ihrer Vorgängerbauten. | D-7-7129-0664 |      |
| Fessenheim (Standort) | Siedlung vorgeschichtlicher Zeitstellung. | D-7-7129-0689 |      |
| Fessenheim (Standort) | Siedlung vorgeschichtlicher Zeitstellung. | D-7-7129-0691 |      |

### Holzkirchen
| Lage                   | Objekt | Akten-Nr.     | Bild |
| ---------------------- | --- | ------------- | ---- |
| Holzkirchen (Standort) | Freilandstation des Mesolithikums, Siedlung des Neolithikums, der Bronzezeit, der Urnenfelderzeit, der Hallstattzeit und der Latènezeit.                                           | D-7-7129-0016 |      |
| Holzkirchen (Standort) | Siedlung des Neolithikums und der Urnenfelderzeit. | D-7-7129-0018 |      |
| Holzkirchen (Standort) | Grabhügel und Siedlung vorgeschichtlicher Zeitstellung. | D-7-7129-0131 |      |
| Holzkirchen (Standort) | Straße der römischen Kaiserzeit. | D-7-7129-0132 |      |
| Holzkirchen (Standort) | Siedlung der Vorgeschichte und der römischen Kaiserzeit. | D-7-7129-0134 |      |
| Holzkirchen (Standort) | Siedlung des Neolithikums und der Latènezeit; Brandbestattungen des späten Neolithikums.                                                                                           | D-7-7129-0135 |      |
| Holzkirchen (Standort) | Siedlung der Frühlatènezeit. | D-7-7129-0137 |      |
| Holzkirchen (Standort) | Siedlung der späten Latènezeit. | D-7-7129-0138 |      |
| Holzkirchen (Standort) | Freilandstation des Mesolithikums sowie Siedlung der Bronzezeit, der Urnenfelderzeit und der Latènezeit.                                                                           | D-7-7129-0140 |      |
| Holzkirchen (Standort) | Freilandstation des Paläolithikums, Siedlung des Neolithikums. | D-7-7129-0141 |      |
| Holzkirchen (Standort) | Siedlung des Neolithikums und der späten Latènezeit. | D-7-7129-0144 |      |
| Holzkirchen (Standort) | Grabhügel vorgeschichtlicher Zeitstellung. | D-7-7129-0148 |      |
| Holzkirchen (Standort) | Grabhügel der Hallstattzeit. | D-7-7129-0149 |      |
| Holzkirchen (Standort) | Siedlung oder Gräber der Hallstattzeit. | D-7-7129-0150 |      |
| Holzkirchen (Standort) | Siedlung der Bronzezeit. | D-7-7129-0276 |      |
| Holzkirchen (Standort) | Siedlung vorgeschichtlicher Zeitstellung. | D-7-7129-0277 |      |
| Holzkirchen (Standort) | Siedlung des Neolithikums, der Bronzezeit, der Hallstattzeit und der Latènezeit.                                                                                                   | D-7-7129-0387 |      |
| Holzkirchen (Standort) | Mesolithische Freilandstation; Siedlung des Neolithikums, der Bronzezeit und der Urnenfelderzeit; Brandgräber der Urnenfelderzeit.                                                 | D-7-7129-0452 |      |
| Holzkirchen (Standort) | Siedlung des Neolithikums und der Latènezeit. | D-7-7129-0453 |      |
| Holzkirchen (Standort) | Mesolithische Freilandstation; Siedlung des Jung- und Endneolithikums, der Bronzezeit, der Urnenfelderzeit, der Hallstattzeit und der Latènezeit; Brandgräber der Urnenfelderzeit. | D-7-7129-0454 |      |
| Holzkirchen (Standort) | Siedlung des Neolithikums. | D-7-7129-0459 |      |
| Holzkirchen (Standort) | Siedlung des Neolithikums. | D-7-7129-0460 |      |
| Holzkirchen (Standort) | Freilandstation des Mesolithikums, Siedlung des Neolithikums. | D-7-7129-0461 |      |
| Holzkirchen (Standort) | Siedlung des Neolithikums. | D-7-7129-0462 |      |
| Holzkirchen (Standort) | Siedlung vorgeschichtlicher Zeitstellung. | D-7-7129-0467 |      |
| Holzkirchen (Standort) | Siedlung vorgeschichtlicher Zeitstellung. | D-7-7129-0468 |      |
| Holzkirchen (Standort) | Siedlung des Neolithikums. | D-7-7129-0469 |      |
| Holzkirchen (Standort) | Siedlung des Neolithikums. | D-7-7129-0470 |      |
| Holzkirchen (Standort) | Siedlung des Neolithikums und der Latènezeit. | D-7-7129-0471 |      |
| Holzkirchen (Standort) | Siedlung des Neolithikums. | D-7-7129-0472 |      |
| Holzkirchen (Standort) | Siedlung vorgeschichtlicher Zeitstellung. | D-7-7129-0473 |      |
| Holzkirchen (Standort) | Siedlung des Neolithikums und der Hallstattzeit. | D-7-7129-0474 |      |
| Holzkirchen (Standort) | Siedlung des Neolithikums und der Latènezeit. | D-7-7129-0475 |      |
| Holzkirchen (Standort) | Siedlung des Neolithikums. | D-7-7129-0476 |      |
| Holzkirchen (Standort) | Siedlung der Hallstattzeit und der Latènezeit. | D-7-7129-0477 |      |
| Holzkirchen (Standort) | Siedlung des Neolithikums. | D-7-7129-0478 |      |
| Holzkirchen (Standort) | Siedlung vorgeschichtlicher Zeitstellung. | D-7-7129-0479 |      |
| Holzkirchen (Standort) | Siedlung der Vorgeschichte. | D-7-7129-0480 |      |
| Holzkirchen (Standort) | Siedlung vorgeschichtlicher Zeitstellung. | D-7-7129-0482 |      |
| Holzkirchen (Standort) | Siedlung der Vorgeschichte. | D-7-7129-0483 |      |
| Holzkirchen (Standort) | Grabhügel vorgeschichtlicher Zeitstellung. | D-7-7129-0576 |      |
| Holzkirchen (Standort) | Mühlkanal mittelalterlicher oder frühneuzeitlicher Zeitstellung. | D-7-7129-0662 |      |
| Holzkirchen (Standort) | Mittelalterliche und frühneuzeitliche Befunde im Bereich der Evangelisch-Lutherischen Pfarrkirche St. Peter und Paul von Holzkirchen und ihrer Vorgängerbauten.                    | D-7-7129-0666 |      |
| Holzkirchen (Standort) | Mittelalterliche und frühneuzeitliche Befunde im Bereich des ehemaligen befestigten Marktes Holzkirchen.                                                                           | D-7-7129-0667 |      |
| Holzkirchen (Standort) | Untertägige Teile der ehemalige mittelalterlichen Befestigung von Holzkirchen. | D-7-7129-0685 |      |
| Holzkirchen (Standort) | Richtstätte des späten Mittelalters und der frühen Neuzeit. | D-7-7129-0686 |      |

### Laub
| Lage            | Objekt                                                                                  | Akten-Nr.     | Bild |
| --------------- | --------------------------------------------------------------------------------------- | ------------- | ---- |
| Laub (Standort) | Siedlung der Bronzezeit und der Hallstattzeit.                                          | D-7-7029-0246 |      |
| Laub (Standort) | Siedlung des Neolithikums, der Bronzezeit, der Latènezeit und der römischen Kaiserzeit. | D-7-7029-0413 |      |

### Munningen
| Lage                 | Objekt | Akten-Nr.     | Bild |
| -------------------- | --- | ------------- | ---- |
| Munningen (Standort) | Siedlung der Urnenfelderzeit, der Latènezeit, der römischen Kaiserzeit und des frühen und hohen Mittelalters. | D-7-7029-0115 |      |

### Pfäfflingen
| Lage                   | Objekt                                    | Akten-Nr.     | Bild |
| ---------------------- | ----------------------------------------- | ------------- | ---- |
| Pfäfflingen (Standort) | Siedlung vorgeschichtlicher Zeitstellung. | D-7-7129-0528 |      |

### Wechingen
| Lage                 | Objekt | Akten-Nr.     | Bild |
| -------------------- | --- | ------------- | ---- |
| Wechingen (Standort) | Siedlung des Neolithikums, der Urnenfelderzeit, der Hallstattzeit, der Latènezeit, der römischen Kaiserzeit sowie des frühen und hohen Mittelalters. | D-7-7029-0123 |      |
| Wechingen (Standort) | Siedlung vorgeschichtlicher Zeitstellung. | D-7-7029-0422 |      |
| Wechingen (Standort) | Siedlung des Neolithikums. | D-7-7029-0423 |      |
| Wechingen (Standort) | Siedlung vorgeschichtlicher Zeitstellung. | D-7-7029-0424 |      |
| Wechingen (Standort) | Siedlung der Hallstattzeit und der römischen Kaiserzeit. | D-7-7029-0425 |      |
| Wechingen (Standort) | Siedlung vorgeschichtlicher Zeitstellung. | D-7-7029-0426 |      |
| Wechingen (Standort) | Freilandstation des Mesolithikums, Siedlung der Altheimer Kultur und der Bronzezeit. | D-7-7029-0427 |      |
| Wechingen (Standort) | Siedlung vorgeschichtlicher Zeitstellung. | D-7-7029-0428 |      |
| Wechingen (Standort) | Siedlung der Bronzezeit, der Hallstattzeit und römischen Kaiserzeit. | D-7-7029-0429 |      |
| Wechingen (Standort) | Siedlung vorgeschichtlicher Zeitstellung. | D-7-7029-0430 |      |
| Wechingen (Standort) | Siedlung vorgeschichtlicher Zeitstellung. | D-7-7129-0009 |      |
| Wechingen (Standort) | Grabhügel vorgeschichtlicher Zeitstellung. | D-7-7129-0010 |      |
| Wechingen (Standort) | Siedlung der Hallstattzeit, der römischen Kaiserzeit (Villa rustica) und der Völkerwanderungszeit. | D-7-7129-0013 |      |
| Wechingen (Standort) | Freilandstatiom des Spätpaläolithikums oder Mesolithikums; Siedlung des Jung- und Endneolithikums, der Urnenfelderzeit, der Hallstattzeit, der Latènezeit, der römischen Kaiserzeit und des frühen Mittelalters; Gräber der Schnurkeramik und Grabhügel vorgeschichtlicher Zeitstellung. | D-7-7129-0014 |      |
| Wechingen (Standort) | Freilandstation des Mesolithikums, Siedlung der Altheimer Kultur, der Urnenfelderzeit, der Hallstattzeit und der Latènezeit; Grabenwerk vorgeschichtlicher Zeitstellung sowie Brandgräber vorgeschichtlicher Zeitstellung.                                                               | D-7-7129-0015 |      |
| Wechingen (Standort) | Freilandstation des Mesolithikums und Grabhügel der Hallstattzeit. | D-7-7129-0017 |      |
| Wechingen (Standort) | Straße der römischen Kaiserzeit. | D-7-7129-0512 |      |
| Wechingen (Standort) | Siedlung vorgeschichtlicher Zeitstellung. | D-7-7129-0529 |      |
| Wechingen (Standort) | Siedlung vorgeschichtlicher Zeitstellung. | D-7-7129-0530 |      |
| Wechingen (Standort) | Siedlung des Neolithikums. | D-7-7129-0531 |      |
| Wechingen (Standort) | Siedlung vorgeschichtlicher Zeitstellung. | D-7-7129-0532 |      |
| Wechingen (Standort) | Siedlung vorgeschichtlicher Zeitstellung. | D-7-7129-0533 |      |
| Wechingen (Standort) | Freilandstation des Mesolithikums, Siedlung des Neolithikums und der Hallstattzeit. | D-7-7129-0535 |      |
| Wechingen (Standort) | Siedlung des Neolithikums. | D-7-7129-0536 |      |
| Wechingen (Standort) | Siedlung des Neolithikums. | D-7-7129-0537 |      |
| Wechingen (Standort) | Siedlung vorgeschichtlicher Zeitstellung. | D-7-7129-0538 |      |
| Wechingen (Standort) | Siedlung vorgeschichtlicher Zeitstellung. | D-7-7129-0539 |      |
| Wechingen (Standort) | Siedlung der Hallstattzeit. | D-7-7129-0540 |      |
| Wechingen (Standort) | Siedlung vorgeschichtlicher Zeitstellung. | D-7-7129-0541 |      |
| Wechingen (Standort) | Siedlung vorgeschichtlicher Zeitstellung. | D-7-7129-0542 |      |
| Wechingen (Standort) | Siedlung vorgeschichtlicher Zeitstellung. | D-7-7129-0543 |      |
| Wechingen (Standort) | Siedlung vorgeschichtlicher Zeitstellung. | D-7-7129-0544 |      |
| Wechingen (Standort) | Siedlung vorgeschichtlicher Zeitstellung. | D-7-7129-0545 |      |
| Wechingen (Standort) | Siedlung vorgeschichtlicher Zeitstellung. | D-7-7129-0546 |      |
| Wechingen (Standort) | Siedlung vorgeschichtlicher Zeitstellung. | D-7-7129-0547 |      |
| Wechingen (Standort) | Siedlung vorgeschichtlicher Zeitstellung. | D-7-7129-0548 |      |
| Wechingen (Standort) | Siedlung vorgeschichtlicher Zeitstellung. | D-7-7129-0549 |      |
| Wechingen (Standort) | Siedlung vorgeschichtlicher Zeitstellung. | D-7-7129-0550 |      |
| Wechingen (Standort) | Siedlung vorgeschichtlicher, römischer und frühmittelalterlicher Zeitstellung. | D-7-7129-0551 |      |
| Wechingen (Standort) | Siedlung vorgeschichtlicher, römischer und mittelalterlicher Zeitstellung. | D-7-7129-0552 |      |
| Wechingen (Standort) | Siedlung vorgeschichtlicher Zeitstellung. | D-7-7129-0553 |      |
| Wechingen (Standort) | Siedlung der Urnenfelder- oder Hallstattzeit sowie der Latènezeit. | D-7-7129-0554 |      |
| Wechingen (Standort) | Siedlung des Neolithikums. | D-7-7129-0555 |      |
| Wechingen (Standort) | Siedlung vorgeschichtlicher Zeitstellung. | D-7-7129-0556 |      |
| Wechingen (Standort) | Siedlung vorgeschichtlicher Zeitstellung. | D-7-7129-0557 |      |
| Wechingen (Standort) | Siedlung vorgeschichtlicher Zeitstellung. | D-7-7129-0558 |      |
| Wechingen (Standort) | Siedlung vorgeschichtlicher Zeitstellung. | D-7-7129-0559 |      |
| Wechingen (Standort) | Siedlung der Glockenbecherkultur sowie der Urnenfelderzeit, der Hallstattzeit und der Völkerwanderungszeit. | D-7-7129-0560 |      |
| Wechingen (Standort) | Freilandstation des Mesolithikums sowie Siedlung des Neolithikums, der Urnenfelderzeit, der Hallstattzeit, der Latènezeit und des frühen Mittelalters. | D-7-7129-0561 |      |
| Wechingen (Standort) | Siedlung des Jungneolithikums. | D-7-7129-0562 |      |
| Wechingen (Standort) | Siedlung der Bronzezeit, der Urnenfelderzeit und der Hallstattzeit. | D-7-7129-0563 |      |
| Wechingen (Standort) | Mesolithische Freilandstation sowie Siedlung der Altheimer Kultur, der Bronzezeit, der Urnenfelderzeit, der Hallstattzeit, der Latènezeit und der römischen Kaiserzeit. | D-7-7129-0564 |      |
| Wechingen (Standort) | Siedlung des Jungneolithikums, der Hallstattzeit und der römischen Kaiserzeit. | D-7-7129-0565 |      |
| Wechingen (Standort) | Siedlung der Altheimer Kultur. | D-7-7129-0566 |      |
| Wechingen (Standort) | Freilandstation des Mesolithikums, Siedlung der Altheimer Kultur, der Bronzezeit und der Späthallstatt- bis Frühlatènezeit. | D-7-7129-0567 |      |
| Wechingen (Standort) | Siedlung vorgeschichtlicher Zeitstellung. | D-7-7129-0568 |      |
| Wechingen (Standort) | Siedlung der Urnenfelderzeit. | D-7-7129-0669 |      |
| Wechingen (Standort) | Siedlung der Hallstattzeit. | D-7-7129-0670 |      |
| Wechingen (Standort) | Mittelalterliche und frühneuzeitliche Befunde im Bereich der Evangelisch-Lutherischen Pfarrkirche St. Mauritius in Wechingen und ihrer Vorgängerbauten. | D-7-7129-0671 |      |
| Wechingen (Standort) | Mittelalterliche und frühneuzeitliche Befunde im Bereich der Evangelisch-Lutherischen Filialkirche St. Veit in Wechingen und ihrer Vorgängerbauten. | D-7-7129-0672 |      |